# 남원시·남원군
남원시·남원군은 대한민국의 옛 국회의원 선거구이다. 당시 전라북도 남원시와 남원군 지역을 관할했다.

## 역사
제13대 국회의원 선거를 앞두고 남원시·임실군·남원군·순창군 선거구에서 분리되면서 신설되었다.
1995년 1월, 남원시와 남원군이 통합되면서 통합 남원시가 신설되었다. 이에 제15대 국회의원 선거를 앞두고 남원시 선거구로 개편되었다.

## 역대 국회의원
| 선거   | 정당 | 정당       | 의원   |
| ------ | ---- | ---------- | ------ |
| 1988년 |      | 평화민주당 | 조찬형 |
| 1992년 |      | 민주자유당 | 양창식 |

## 역대 선거 결과

### 대한민국 제13대 국회의원 선거
|  | 60.86% |

|  | 30.97% |

|  | 8.15% |

### 대한민국 제14대 국회의원 선거
|  | 34.19% |

|  | 33.23% |

|  | 32.57% |